# Jezioro Dobskie
Jezioro Dobskie este o arie protejată (arie de protecție specială avifaunistică — SPA) din Polonia întinsă pe o suprafață de 6.985,25 ha, integral pe uscat.

## Localizare
Centrul sitului Jezioro Dobskie este situat la coordonatele 54°04′12″N 21°36′33″E / 54.07°N 21.6093°E.

## Înființare
Situl Jezioro Dobskie a fost declarat arie de protecție specială avifaunistică în octombrie 2007 pentru a proteja 27 de specii de animale.

## Biodiversitate
Situată în ecoregiunea continentală, aria protejată nu include niciun habitat protejat.
La baza desemnării sitului se află mai multe specii protejate de  păsări (27): pescăruș albastru (Alcedo atthis), rață pestriță (Anas strepera), acvilă țipătoare mică (Aquila pomarina), cocoșul de mesteacăn (Bonasa bonasia), buhai de baltă (Botaurus stellaris), Bucephala clangula, barză albă (Ciconia ciconia), barză neagră (Ciconia nigra), erete de stuf (Circus aeruginosus), erete cenușiu (Circus pygargus), cristeiul de câmp (Crex crex), ciocănitoare cu spate alb (Dendrocopos leucotos), ciocănitoarea de stejar (Dendrocopos medius), ciocănitoare neagră (Dryocopus martius), presură de grădină (Emberiza hortulana), cocor (Grus grus), codalb (Haliaeetus albicilla), sfrâncioc roșiatic (Lanius collurio), ferestrașul mare (Mergus merganser), gaia neagră (Milvus migrans), rață cu ciuf (Netta rufina), viespar (Pernis apivorus), Phalacrocorax carbo sinensis, ciocănitoare verzuie (Picus canus), cresteț cenușiu (Porzana parva), cresteț pestriț (Porzana porzana), chiră de baltă (Sterna hirundo).